# Zanzibar International Film Festival

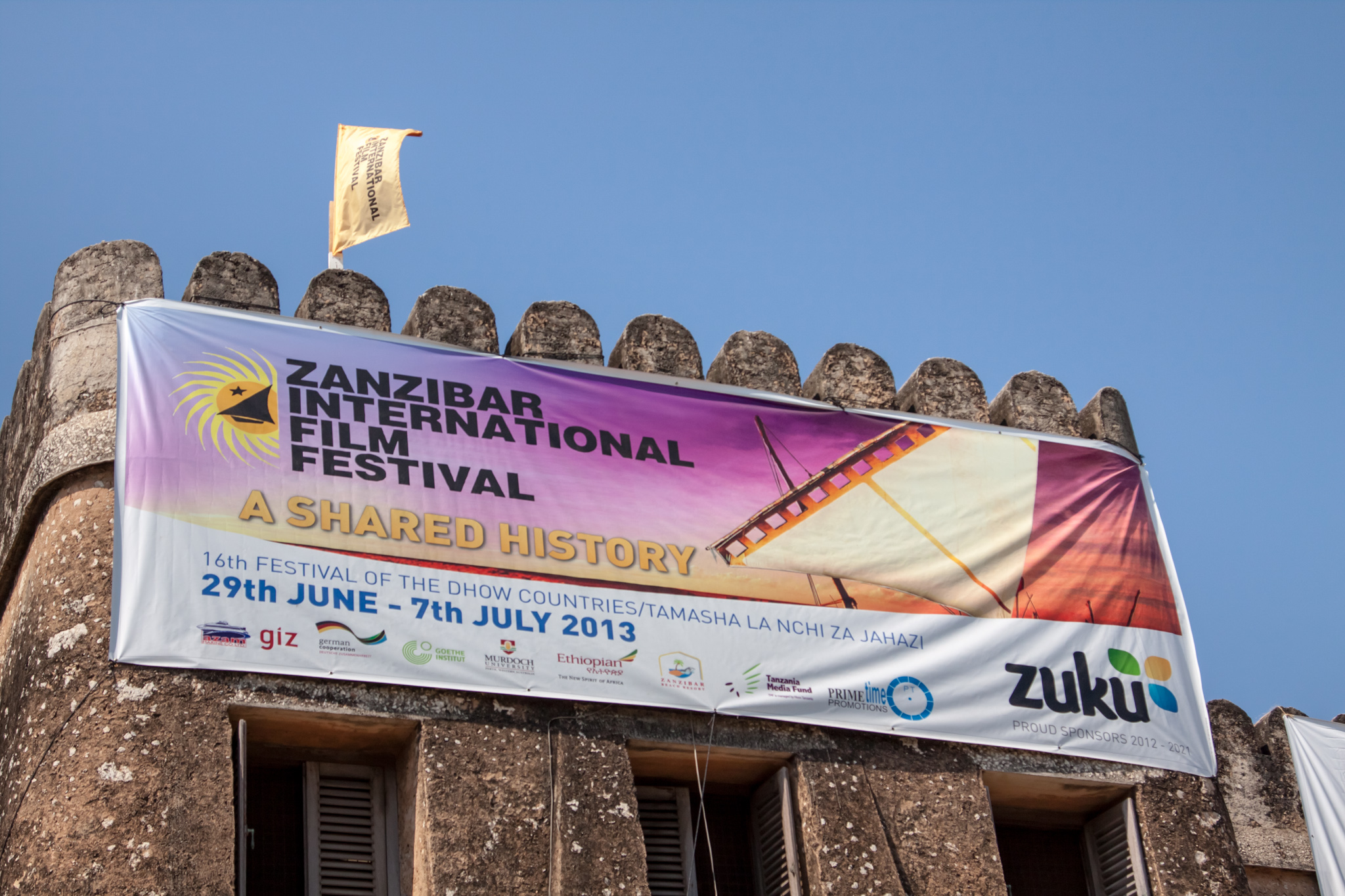
ZIFF

Lo Zanzibar International Film Festival (ZIFF, "festival internazionale del cinema di Zanzibar"), noto anche come Festival of the Dhow Countries ("festival dei paesi dei sambuchi") è un importante festival cinematografico che si tiene annualmente a Zanzibar, in Tanzania, tra fine giugno ed inizio luglio. Viene considerato uno dei più importanti eventi culturali dell'Africa orientale. Partecipano al festival principalmente film africani, mediorientali e indiani.
Il centro del festival è la città di Stone Town, ma vengono organizzate proiezioni di film anche in centri minori delle due principali isole dell'arcipelago, Unguja e Pemba.

## Storia
Il festival è stato fondato nel 1997. Ogni anno è preceduto da una cerimonia di apertura durante la quale si tiene una gara di dhow (sambuchi). Il dhow è il simbolo del festival; la migliore produzione cinematografica in gara vince un "Dhow d'oro" (Golden Dhow).
Una partnership istituita nel 2008 tra il festival e Nigrizia multimedia, divisione video e audio della rivista Nigrizia, permette al film vincitore dello ZIFF e al regista di partecipare al Festival di cinema africano di Verona.

## Il festival e la popolazione locale
Poiché a Zanzibar non esistono sale cinematografiche e gran parte della popolazione non possiede una televisione, lo ZIFF svolge un importante ruolo nella comunicazione di informazioni e conoscenza, ed è caratterizzato da un intento educativo piuttosto esplicito. Molte delle proiezioni del festival trattano argomenti come l'HIV, le gravidanze precoci, la tutela della maternità e dell'infanzia e la politica..

## Premi
- Dhow d'oro
- Dhow d'argento
- Documentario
- Cortometraggio/Animazione
- Talento dell'Africa orientale
- Premio della giuria ZIFF
- Premio UNICEF
- Premio ZIFF alla carriera
- Premio Presidente ZIFF
- Premio Sembene Ousmane
- Segni di premio
- Talento della regione dell'Africa orientale
- Premio della giuria dei segni - Encomio
- Premio Verona

### Golden Dhow winners
| Year | Film                                   | Direttore                    | Paese di origine                     |
| ---- | -------------------------------------- | ---------------------------- | ------------------------------------ |
| 1998 | Maangamizi: The Ancient One            | Martin Mhando, Ron Mulvihill | Tanzania/Stati Uniti d'America       |
| 2000 | Jinnah                                 | Jamil Dehlavi                | Pakistan                             |
| 2001 | Bawandar (The Sand Storm)              | Jagmohan Mundhra             | India                                |
| 2004 | Maargam (The Path)                     | Rajiv Vijay Raghavan         | India (in Malayalam)                 |
| 2005 | Khakestar-o-Khak (Earth and Ashes)     | Atiq Rahimi                  | Afghanistan                          |
| 2006 | L'Appel Des Arenes (Wrestling Grounds) | Cheikh Ndiaye                | Senegal/Marocco/Burkina Faso/Francia |
| 2007 | Juju Factory                           | Balufu Bakupa-Kanyinda       | Repubblica del Congo                 |
| 2008 | Ezra                                   | Newton I. Aduaka             | Nigeria/Francia                      |
| 2009 | Jerusalema                             | Ralph Ziman                  | Sudafrica                            |
| 2010 | Themba                                 | Stefanie Sycholt             | Sudafrica                            |
| 2011 | The Rugged Priest                      | Bob Nyanja                   | Kenya                                |
| 2012 | Uhlanga                                | Ndaba Ka Ngane               | Sudafrica                            |
| 2013 | Golchereh                              | Vahid Mousaia                |                                      |
| 2014 | Half of a Yellow Sun                   | Biyi Bandele                 | Stati Uniti d'America                |
| 2015 | Wazi ?FM                               | Faras Cavallo                | Kenya                                |
| 2016 | Watatu                                 | Nick Reding                  | Kenya                                |
| 2017 | Noem My Skollie                        | Daryne Joshua                | Sudafrica                            |
| 2018 | Supa Modo                              | Likarion Wainaina            | Kenya/Germania                       |
| 2019 | Fatwa                                  | Mohamed Ben Mahmoud          | Tunisia                              |
| 2019 | Vuta N’Kuvute                          | Amil Shivji                  | Tanzania                             |